# Leonid Iljič Brežněv
Leonid Iljič Brežněv (rusky Леонид Ильич Брежнев, ukrajinsky Леонід Ілліч Брежнєв; 6. prosincejul./ 19. prosince 1906greg., Kamenskoje (Каменское), Ruské impérium – 10. listopadu 1982, Moskva) byl sovětský politik, nejvyšší představitel Sovětského svazu (SSSR) v období let 1964–1982.
Brežněv vykonával od roku 1947 funkci prvního tajemníka ÚV KS v ukrajinské Dněpropetrovské oblasti, od roku 1950 v Moldávii a od roku 1955 v Kazachstánu. Jeho kariéra v Komunistické straně Sovětského svazu (KSSS) jej v roce 1960 přivedla do funkce předsedy Nejvyššího sovětu, nominální hlavy státu. Po vnitrostranickém puči proti Nikitovi Chruščovovi se Brežněv v roce 1964 stal skutečným vůdcem Sovětského svazu, a to nejprve prvním tajemníkem a od roku 1966 generálním tajemníkem Ústředního výboru KSSS. Působil téměř tři desítky let na vrcholných pozicích mocenské pyramidy Sovětského svazu a tzv. satelitních států a téměř dvě desetiletí byl jejím nejvyšším představitelem.
Kritici poznamenávají, že v době Brežněvovy vlády byl v SSSR nastolen tzv. „neostalinismus“ a došlo k dalšímu stupňování zbrojních závodů se Západem, hlavně se Spojenými státy americkými. Přičítají mu zodpovědnost za invazi vojsk Varšavské smlouvy do Československa v roce 1968 a za sovětskou intervenci v Afghánistánu od roku 1979. V mezinárodní politice však v období studené války uplatňoval politiku tzv. détente – uvolňování napětí mezi SSSR a USA.

## Původ

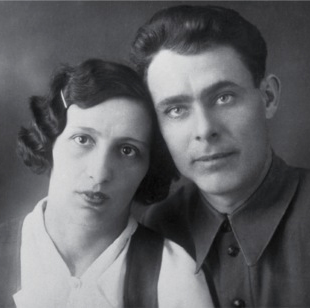
Mladý Brežněv s manželkou Viktorií

Brežněv se narodil ve městě Kamjanske, tehdy Kamenskoje (Каменское), u Dnipra na území dnešní Ukrajiny. Jeho dědeček Jakov, otec Ilja i matka Natalja Děnisovna Mazalovová se kvůli práci v ocelárně přestěhovali ze zemědělské vesnice Brežněvo, která leží v Kurské oblasti v Rusku, do Kamenského v Dněpropetrovské oblasti, což byla tehdy Jekatěrinoslavská gubernie Ruského impéria. V autobiografii vydané koncem 70. let svou rodinu charakterizoval jako ruskou a dělnickou. Svou národnost uváděl koncem 20. let jako ruskou, od 30. let jako ukrajinskou (občasně i ruskou), od přechodu do Moskvy začátkem 50. let opět jako ruskou. Ve slovnících a encyklopediích byl v 80. letech i ve 21. století řazen mezi Rusy.

## Život

### Mládí
Jako mnoho mladých lidí v době po ruské revoluci v roce 1917 získal technické vzdělání, nejprve v rámci hospodaření s půdou a poté v hutnictví. V roce 1935 vystudoval metalurgickou školu v Kamenském a stal se hutním inženýrem v železářském a ocelářském průmyslu na východní Ukrajině.
Brežněv vstoupil do mládežnické organizace Komunistické strany Komsomol v roce 1923 a do strany samotné v roce 1929. V letech 1935 až 1936 absolvoval povinnou vojenskou službu. Po absolvování kurzů v tankové škole sloužil jako politický komisař v továrně na tanky. Jako řadový komsomolec a komunista se účastnil na přelomu dvacátých a třicátých let kolektivizace venkova. Patřil mezi stranické funkcionáře, jejichž kariéra započala v dobách Stalinova teroru – tzv. generace roku 1937. Většinu svého mládí prožil na Ukrajině v Dněpropetrovské oblasti. Prošel systémem večerního vzdělávání, které mu otevřelo cestu k rychlému vzestupu. Vlna velkého teroru v letech 1937 až 1938 ho vynesla do stranických funkcí. Brežněv se stal oblastním tajemníkem, který zodpovídal za ideologický sektor a sektor obranného průmyslu. Ukrajinskou KS tehdy řídil Nikita Sergejevič Chruščov, se kterým pak byla Brežněvova kariéra v následujícím čtvrtstoletí spojena.

### Druhá světová válka (1941–1945)

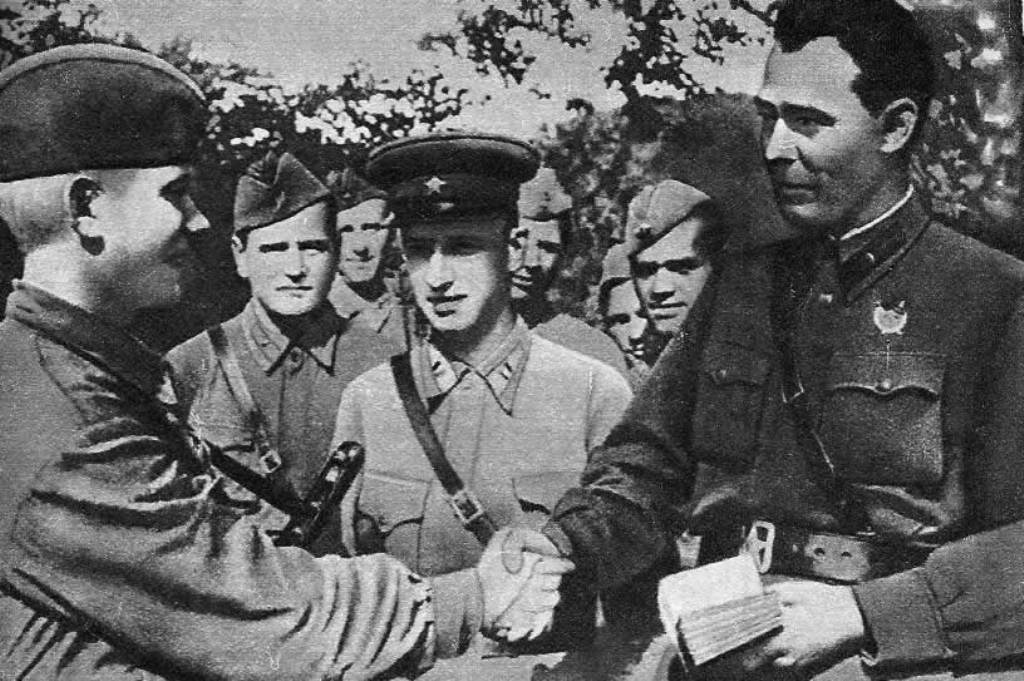
Brežněv jako politický komisař (1942)

Když nacistické Německo napadlo 22. června 1941 Sovětský svaz, byl Brežněv, stejně jako většina středně postavených stranických úředníků, okamžitě povolán. Pracoval na evakuaci dněpropetrovského průmyslu, než město 26. srpna padlo do rukou Němců, a poté byl přidělen jako politický komisař. V říjnu se Brežněv stal zástupcem politické správy pro jižní front v hodnosti brigádního komisaře (plukovník).
Když německé síly v roce 1942 obsadily Ukrajinu, Brežněv byl poslán na Kavkaz jako zástupce vedoucího politické správy Zakavkazského frontu. V dubnu 1943 se stal vedoucím politického oddělení 18. armády. Později téhož roku se 18. armáda stala součástí 1. ukrajinského frontu, když Rudá armáda znovu získala iniciativu a postupovala přes Ukrajinu na západ. Nejvyšším politickým komisařem Fronty byl Nikita Chruščov, který podporoval Brežněvovu kariéru od předválečných let. Brežněv se s Chruščovem setkal v roce 1931, krátce po vstupu do strany, a jak pokračoval ve svém vzestupu v řadách, stal se Chruščovovým chráněncem. Účastnil se řady bojů, např. v Malé zemi u Novorossijska, osvobození Krymského poloostrova a dalších operací, především jako politruk 18. armády, která se od září 1944 podílela na osvobozování Československa. Dne 26. listopadu 1944 se zúčastnil jako host prvního sjezdu národních výborů Zakarpatské Ukrajiny, kde byl přijat manifest požadující připojení oblasti k sovětské Ukrajině. V den skončení války pobýval v Poličce na Svitavsku.
Na konci války v Evropě byl Brežněv hlavním politickým komisařem 4. ukrajinského frontu, který vstoupil do Prahy v květnu 1945 po německé kapitulaci.

### Budování kariéry
Po válce znovu odešel do stranického aparátu a řídil obnovu hospodářství a života ve válkou zničené záporožské a dněpropetrovské oblasti. V roce 1950 byl převeden do Moldávie, kde dva roky působil v nejvyšší funkci prvního tajemníka republikové komunistické strany. Na XIX. sjezdu KSSS byl zvolen tajemníkem ÚV a kandidátem prezídia ÚV a tak se zařadil mezi poslední favority J. V. Stalina (od nějž si údajně vysloužil přezdívku „krásný Moldavan“).
Roku 1952 se stal členem Ústředního výboru KSSS. Již předtím vykonával funkci prvního tajemníka ÚV KS Moldávie. Na XIX. sjezdu KSSS v roce 1952 se stal tajemníkem ÚV a kandidátem prezidia ÚV. Po Stalinově smrti byl z funkcí odvolán a přesunut do Hlavní politické správy Rudé armády a námořnictva. Kariéru mu zachránil mocenský vzestup N. S. Chruščova. V letech 1954–1956 vykonával funkci prvního tajemníka ÚV KS Kazachstánu a vedl kampaň na zúrodnění celin. Na XX. sjezdu KSSS byl opět zvolen tajemníkem ÚV KSSS a stal se kandidátem politbyra ÚV KSSS. Poté zodpovídal za resort zbrojního průmyslu a kosmonautiky. O rok později, po porážce tzv. protistranické Molotovovy frakce a dalších byl již plnoprávným členem politbyra. O čtyři roky později, roku 1960, byl zvolen resp. jmenován předsedou prezidia Nejvyššího sovětu SSSR.
V roce 1957, když došlo ke krizi uvnitř stranického vedení, byl Chruščov téměř odvolán ze své funkce prvního tajemníka ÚV, když se proti jeho politice postavila většina členů předsednictva ÚV (Molotov, Kaganovič, Malenkov, Vorošilov, Bulganin, Pervuchin, Saburov, Šepilov). Brežněv se postavil na stranu svého patrona Chruščova a po boku dalších Chruščovových oblíbenců zaktivizoval plénum ÚV proti konzervativnímu stalinistickému křídlu. Po odsouzení protistranické skupiny (Molotova, Malenkova, Kaganoviče a Šepilova) se zařadil mezi skupinu nejmocnějších členů předsednictva KSSS druhé poloviny padesátých let (Nikita Sergejevič Chruščov, Kiričenko, Mikojan, Aristov, Brežněv, Michail Suslov, Furcevová a Kozlov).
Počátkem 60. let nahradil Brežněv starého K. J. Vorošilova na postu oficiální hlavy státu – stal se předsedou prezidia Nejvyššího sovětu SSSR. V této funkci sice načas opustil všemocný stranický aparát, ale zaujal velmi prestižní post, který naplňoval jeho ambice. Chruščovovy kádrové přesuny však vnášely pocit nejistoty i mezi členy nejvyššího vedení. Brežněva však nečekaně vynesly do pozice muže číslo dvě, když „korunní princ“ Frol Kozlov utrpěl mozkovou mrtvici po hádce s Chruščovem. Brežněvova kariéra však byla na hraně možností. Chruščov plánoval další přesuny a rozhodně nehodlal připustit Brežněvovo setrvání v centru politického života země. Nová elita KSSS (Nikita Sergejevič Chruščov, Brežněv, Nikolaj Viktorovič Podgornyj, Anastáz Ivanovič Mikojan, Alexej Kosygin, Michail Suslov, Šeljepin) však neumožňovala Chruščovovi prozatím Brežněva nahradit někým schopnějším.

### Říjnový převrat v Kremlu

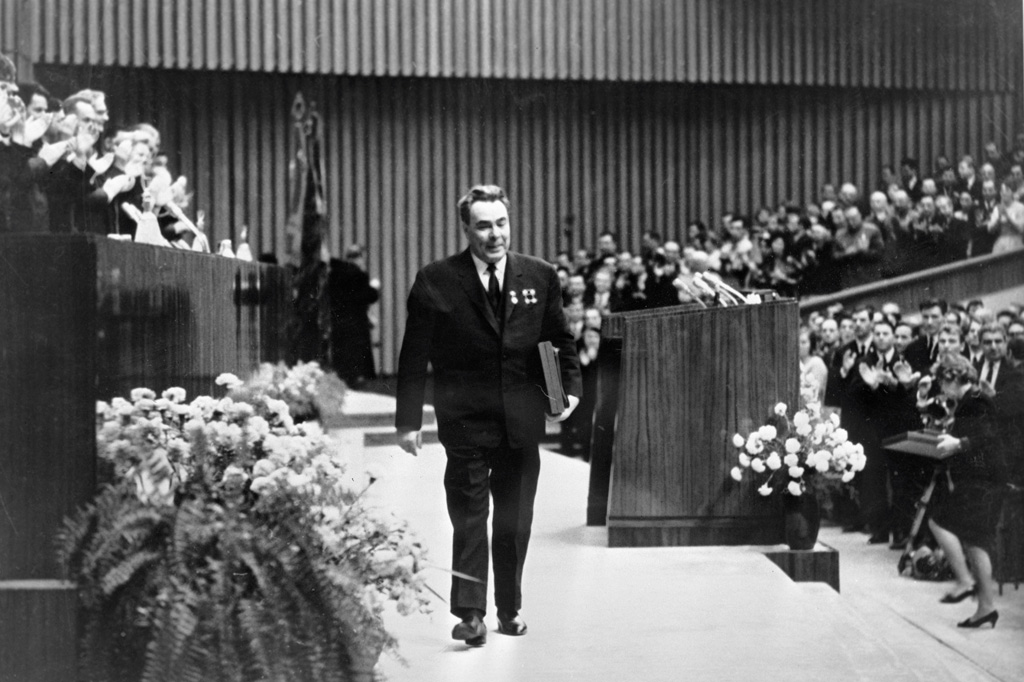
Brežněv po projevu na plenární schůzi ústředního výboru Komsomolu (1968)

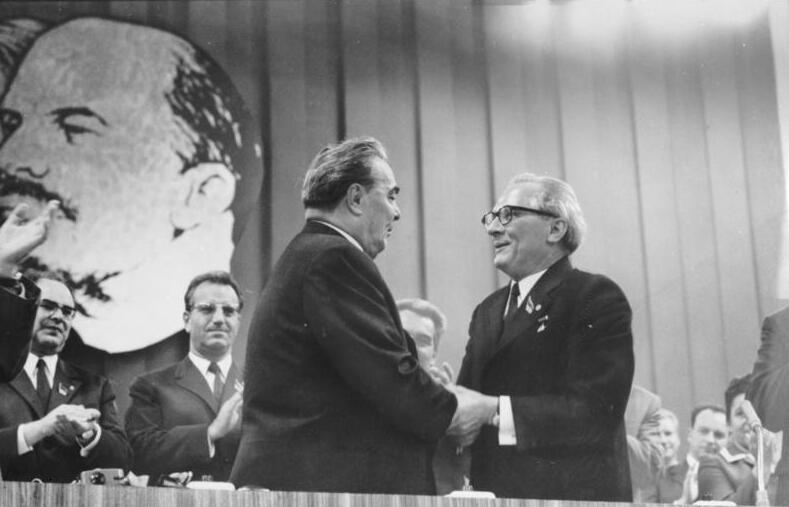
Brežněv a Erich Honecker ve Východním Berlíně (1971)

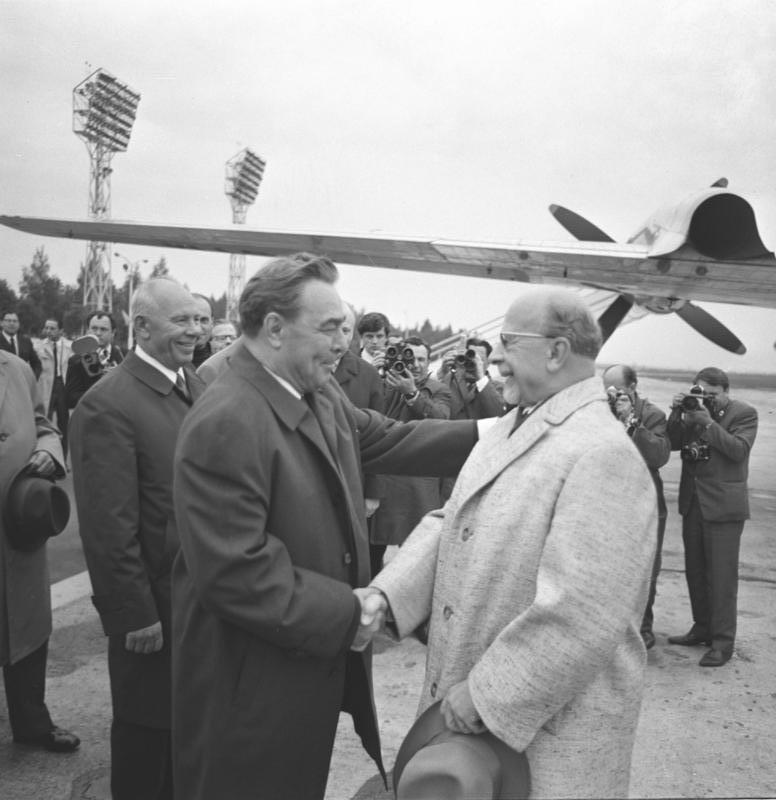
Leonid Brežněv vítá předsedu státní rady NDR Waltera Ulbrichta v Moskvě, kolem roku 1969

Brežněv využil příležitosti a přidal se na stranu nespokojených s Chruščovem. V centru spiknutí stála pětice členů předsednictva ÚV – L. I. Brežněv, N. V. Podgornyj, A. N. Šeljepin, G. I. Voronov a D. S. Poljanskij, kteří si zajistili podporu vojensko-průmyslového komplexu (D. F. Ustinov, R. J. Malinovskij, A. A. Gromyko, A. A. Jepišev), KGB (V. J. Semičasnyj) a konzervativních dogmatiků (Michail Suslov, B. N. Ponomarjov, Iljičev). Chruščov nazval Brežněva „úlisným hadem“.
V říjnu 1964 byl Chruščov zbaven všech svých funkcí a penzionován. Moc získalo kolektivní vedení členů předsednictva KSSS (Brežněv, Kosygin, Podgornyj, Suslov, Šeljepin, Poljanskij a Voronov). Prvním tajemníkem KSSS se stal L. I. Brežněv, řízení kabinetu převzal A. N. Kosygin a o něco později se stal oficiální hlavou státu N. V. Podgornyj.
První tajemník KSSS Brežněv se vydal na cestu pozvolného upevňování svého postavení, které trvalo až do jeho smrti. O jeho schopnostech neměl nikdo valné mínění. Vědělo se, že nemá žádný jasný politický program, dostatečné vzdělání a v ideologických, ekonomických či zahraničně-politických otázkách se vůbec neorientuje. Jeho dosavadní spoluspiklenci se stali jeho rivaly. Většina členů vedení i společnosti považovala Brežněvovo vůdcovství za dočasné řešení. První tajemník ale do svých rukou soustředil klíčový mocenský sektor – kontrolu kádrů a obsazování funkcí, který dokázal nečekaně využít pro své účely. Pozornost věnoval i KGB, kam dosadil Jurije Andropova se svými nohsledy S. K. Cvigunem a G. K. Cinevem, a vojensko-průmyslovému komplexu, jehož investičním požadavkům vycházel všemožně vstříc.
Hlavní strategií bylo vyhnout se otevřeným střetům, nevyzpytatelným a kontroverzním reformám a stranickým aparátníkům garantoval jejich setrvání ve funkcích (politika stability). Zcela rezignoval na kontrolu některých oblastí sovětské politiky. Ideologii převzal tajemník ÚV Michail Suslov. Řízení hospodářství bylo ponecháno v kompetenci rady ministrů v čele s A. N. Kosyginem. Toho však střežil stranický aparát, který vytvořil k vládě paralelní struktury. Premiér byl postupně odsunut ze skutečného vedení vlády a stal se pouhým vykonavatelem rozhodnutí stranických aparátčíků. Hospodářství pomalu a jistě začalo ztrácet dech a stagnovalo. Brežněv však prohlásil, že žádné změny nejsou třeba. Stačí, aby všichni pracovali lépe. Počátkem 70. let už bylo Brežněvovo postavení natolik pevné, že se mohl zbavit svých oponentů a kritiků. Odešli G. I. Voronov (dlouholetý premiér RSFSR), D. S. Poljanskij (místopředseda vlády zodpovídající za zemědělství), P. E. Šelest (první tajemník Ukrajiny), dřívější šéf KGB a Chruščovův favorit – A. N. Šeljepin, či předseda prezidia Nejvyššího sovětu SSSR N. V. Podgornyj.
Brežněv se obklopil svými loajálními spolupracovníky z Dněpropetrovska, Moldávie či Kazachstánu. Moc v zemi získala tzv. dněpropetrovská, moldavská mafie. Vůdcem sovětské komunistické strany zůstal Brežněv až do své smrti v listopadu 1982. Po jeho boku stáli věrní spolupracovníci: Michail Suslov, A. P. Kirilenko, Nikolaj Alexandrovič Tichonov, Konstantin Černěnko, Jurij Andropov, Dmitrij Fjodorovič Ustinov a Andrej Andrejevič Gromyko.

### Epocha détente a stagnace

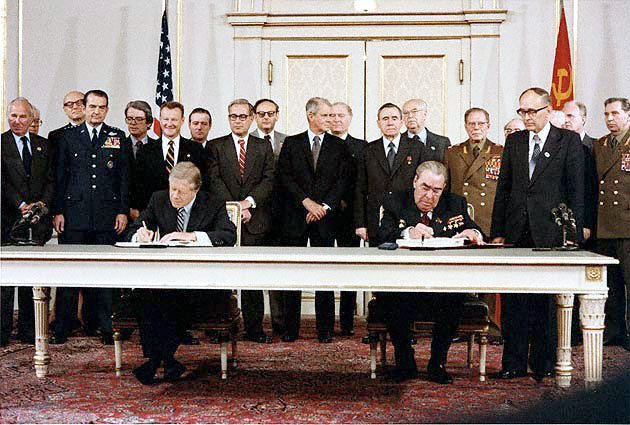
Jimmy Carter a Leonid Brežněv při ratifikaci SALT-2 (1979, Vídeň)

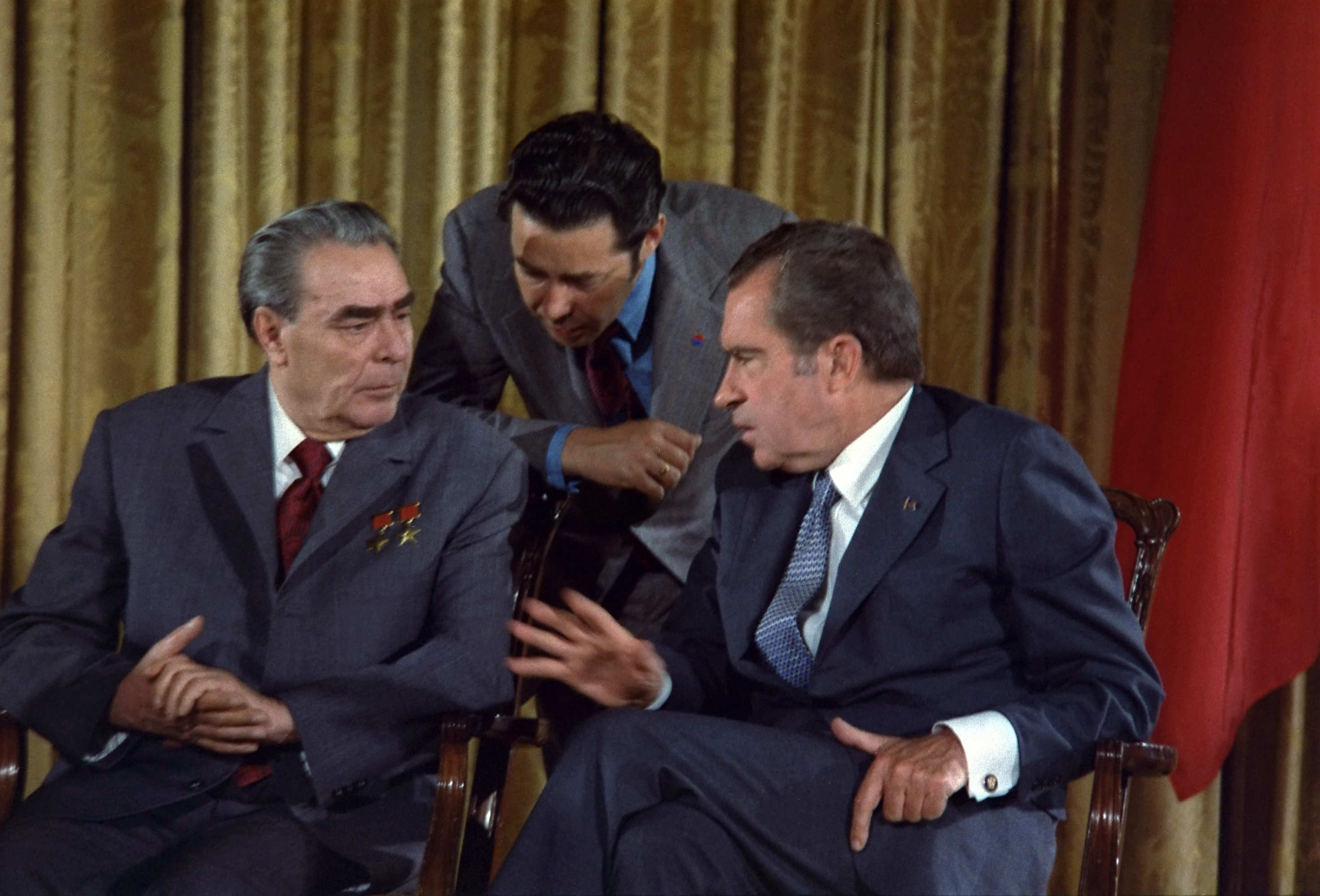
Brežněv zachycený v roce 1973 při diskuzi s Nixonem

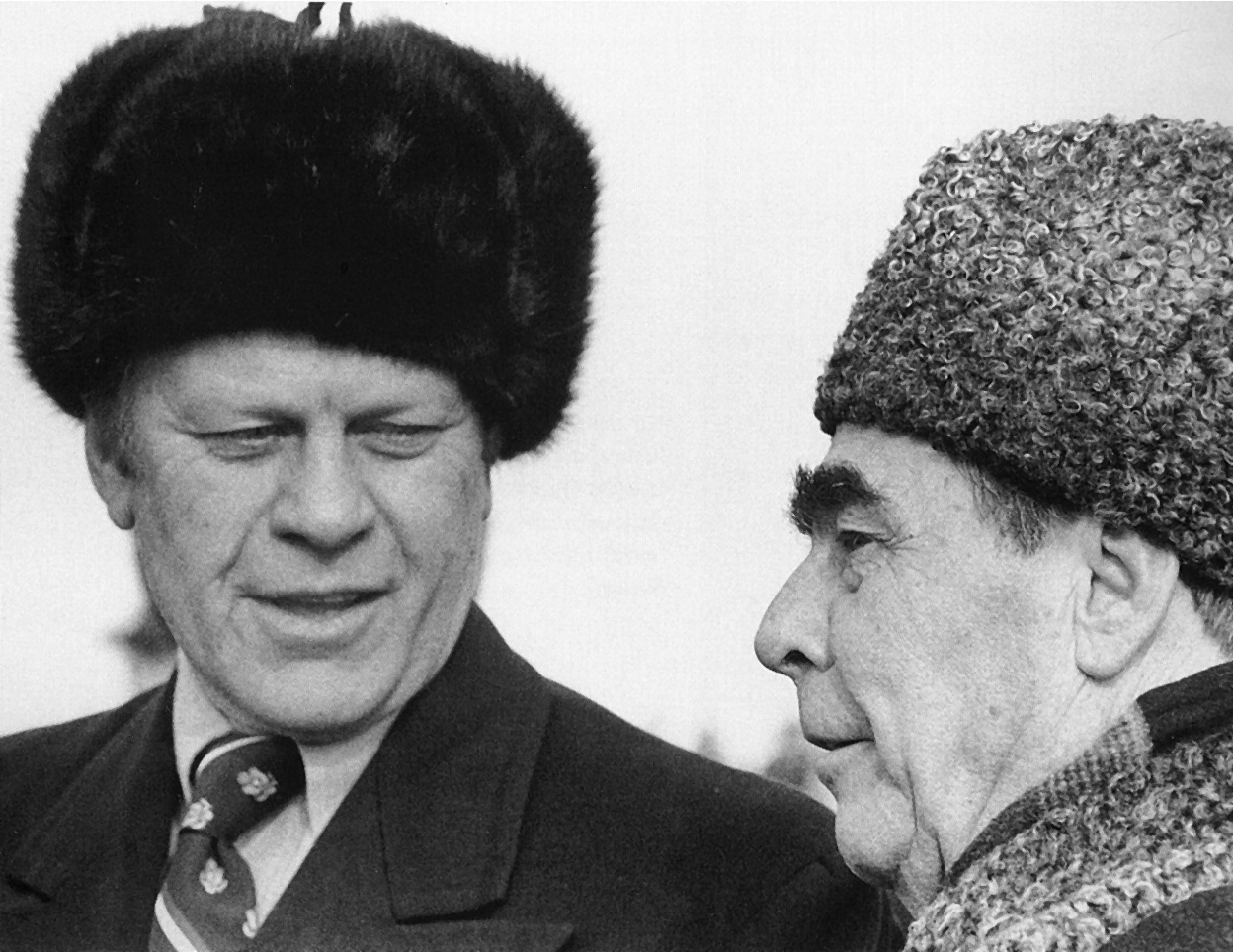
Brežněv v roce 1974 během setkání s prezidentem USA, Geraldem Fordem

70. léta 20. století byla obdobím relativní stability sovětského impéria. Západní svět se zaměřil na své ekonomické problémy a tak politika détente (uvolňování napětí – oteplování vztahů) dostala zelenou. Sovětská zahraniční politika byla směřována na udržení vlády ve středovýchodní Evropě a tiché rozšiřování impéria ve třetím světě. Brežněvova doktrína spočívala v kolektivní odpovědnosti států Varšavské smlouvy za udržení komunistických režimů a dovolovala sovětům zasáhnout v případě ohrožení jednoty bloku. Zásah proti pražskému jaru v srpnu 1968 byl jasnou proklamací sovětské ochoty bránit celistvost východního bloku, ačkoli samotný Brežněv byl zpočátku proti vojenské intervenci. Velkým problémem Brežněvova vedení byla roztržka s Čínou, kterou se o proti očekávání nepodařilo překonat a která v roce 1969 vedla k lokálnímu dálněvýchodnímu vojenskému incidentu na řece Ussuri.
Vztah se Západem se stal pro Brežněva osobní záležitostí. Snažil se o mírovou koexistenci s „imperialistickým táborem“. Mezi Východem a Západem se vytvořila atmosféra uvolňování napětí, která byla založena na vojenské paritě. Sám generální tajemník aktivně podporoval ekonomickou spolupráci a politiku odzbrojení, byť sovětský vojenský arzenál neustále narůstal. Sovětský svaz využíval svých devizových zdrojů plynoucích z vývozu nerostných surovin, a tím řešil své hospodářské problémy. Nakupoval obilí a také moderní technologie a tím mohl na čas zajistit svým občanům relativní spotřební blahobyt. Největší pohromou pro sovětský systém se stalo rozhodnutí o vpádu do Afghánistánu na konci roku 1979. To už bylo Brežněvovo vedoucí postavení uměle prodlužovanou fikcí.
V zemi bujela šedá ekonomika, která stále více nahrazovala nevýkonný systém centrálního plánování. Okrádání státu se stalo nezbytností pro zvyšování životní úrovně obyvatel. Vedle toho se i korupce stala přirozenou součástí života. Stranická nomenklatura se cítila být neohrožená a zmocňovala se společenského bohatství na úkor státu i vlastních občanů. Stabilita kádrů způsobila, že se průměrný věk vedoucích představitelů režimu zvyšoval. Většina funkcionářů se narodila v letech 1900–1920 a vstoupila do politického života v éře stalinismu. Sovětskou společnost začala ovládat gerontokracie.
Vrcholem Brežněvovy éry se staly Letní olympijské hry 1980 v Moskvě. Olympiáda však byla citelně poznamenána bojkotem západních sportovců kvůli sovětské invazi do Afghánistánu. To už byl zřejmý pozvolný úpadek režimu. Stárnoucí vedení země nebylo schopno řešit nahromaděné problémy. Započala epocha honosných pohřbů. V roce 1980 zemřel dlouholetý premiér Alexej Kosygin. V lednu 1982 zesnul i Brežněvův hlavní ideolog Michail Suslov.
Na konci jeho života v Sovětském svazu znovu propukl nezřízený kult osobnosti generálního tajemníka. Brežněv propadl vlastní glorifikaci a shromažďování všemožných vyznamenání a funkcí. Prezídium Nejvyššího sovětu SSSR mu v květnu 1976 udělilo vojenskou hodnost maršála Sovětského svazu. V roce 1977 se stal nástupcem Nikolaje Viktoroviče Podgorného ve funkci předsedy prezídia Nejvyššího sovětu SSSR.

### Smrt

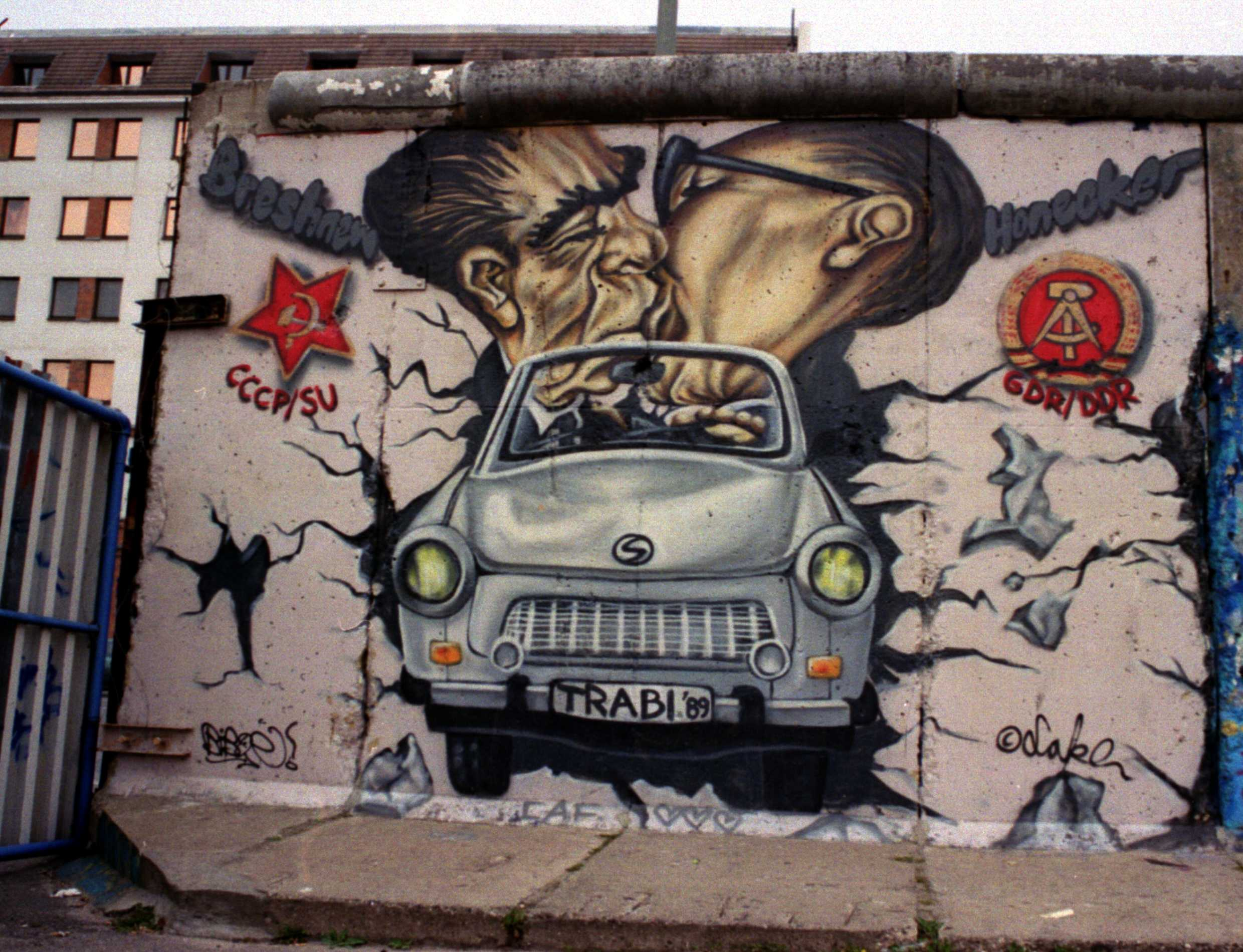
Brežněv parodovaný na Berlínské zdi

V polovině 70. let se začal rapidně zhoršovat Brežněvův zdravotní stav. Trpěl těžkou srdeční chorobou, pro kterou mu byl implantován kardiostimulátor. Navzdory tomu až do smrti velmi silně kouřil. Fakticky přestal být způsobilý pracovat, většina členů vedení však o jeho odchodu do důchodu nechtěla ani slyšet. Jeho umírněný styl práce jim vyhovoval, dostali volnost a důvěru. Brežněvova vnitrostranická doktrína byla založena na co nejmenších pohybech ve funkcích, stabilitě, která měla dát funkcionářům klid na práci.
Dne 7. listopadu 1982 se Brežněv naposledy zúčastnil vojenské přehlídky na tribuně Leninova mauzolea na moskevském Rudém náměstí. Zemřel o tři dny později, srdce mu selhalo 10. listopadu 1982. Mezi přestárlými členy politbyra začalo soupeření o nástupnictví a záchranu upadajícího systému. O dva dny později se konalo plenární zasedání ÚV KSSS, na kterém byl na návrh Konstantina Černěnka zvolen jednomyslně novým generálním tajemníkem Jurij Andropov. Sovětský svaz se rozpadl 9 let po úmrtí Leonida Iljiče Brežněva.

## Vyznamenání
Brežněv během svého života obdržel přes 100 řádů, medailí a dalších ocenění. Některých byl posmrtně zbaven. V roce 1978 obdržel Řád vítězství číslo 20, kterého byl 21. září 1989 zbaven výnosem prezídia Nejvyššího sovětu SSSR. Čestným občanem Kyjeva byl jmenován 26. dubna 1982. Titulu byl zbaven v procesu dekomunizace Ukrajiny rozhodnutím kyjevské městské rady 25. května 2023.

## Hodnocení

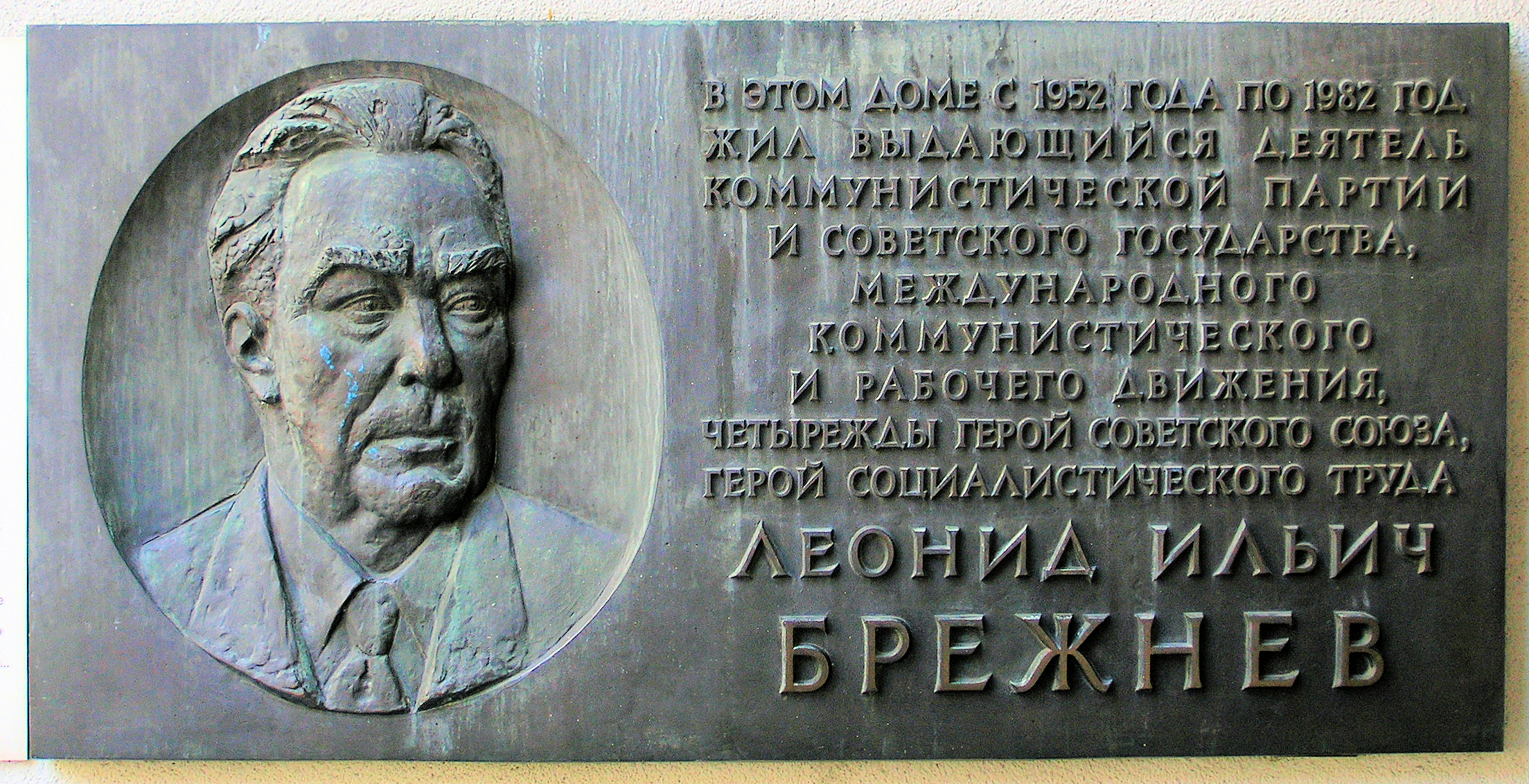
Brežněv na pamětní desce v Berlíně

V průzkumu z roku 2013 hodnotilo Brežněva kladně 56 % dotázaných Rusů.
Podle průzkumu agentury Rejting z listopadu 2018, Brežněva hodnotilo kladně více než 47 % dotázaných Ukrajinců. V roce 2013 podle průzkumu střediska Levada označili Rusové Brežněva za nejlepšího z ruských vůdců, když ho 56 % hodnotilo kladně a 29 % záporně.

## Dílo
- Projevy a stati 1970–1972. Překlad Zora Rozehnalová. [s.l.]: Svoboda, 1973. 348 s.
- Znovuzrození. [s.l.]: [s.n.], 1978. 110 s. Popis poválečného budování SSSR
- Vzpomínky. Překlad Vladimír Michna. [s.l.]: Svoboda, 1979. 290 s.
- Celina. Překlad Vladimír Michna. [s.l.]: Svoboda, 1979. 156 s.
- Malá zem. [s.l.]: Smena, 1979. 221 s. (slovensky) Vojenské vzpomínky
- O mládeži. [s.l.]: Smena, 1981. 224 s. (slovensky) Projevy a stati